# مکس ثیر
مکس ثِـیر (انگلیسی: Max Thayer؛ زادهٔ ۱۸ ژوئن ۱۹۴۶) بازیگر اهل ایالات متحده آمریکا است.
از فیلم‌ها یا برنامه‌های تلویزیونی که وی در آن نقش داشته‌است، می‌توان به نه عقب‌نشینی، نه تسلیم ۲، پرل هاربر، اژدهای سرخ، سوات، جنگ چارلی ویلسون، مردی که آنجا نبود، عقاب آهنی و نابودگر ۳: خیزش ماشین‌ها اشاره کرد.